# بوریما
بوریما (به بلغاری: Borima) یک منطقهٔ مسکونی در بلغارستان است که در شهرستان ترویان واقع شده‌است.